# Грузька (притока Кривого Торця)
Грузька́ — річка в Україні, у Краматорському й Бахмутському районах Донецької області, права притока р. Кривий Торець (басейн Сіверського Дінця).

## Опис
Довжина річки 14 км, похил 8,8 м/км, найкоротша відстань між витоком і гирлом — 11,94 км, коефіцієнт звивистості річки — 1,18. Площа басейну водозбору 69,3 км². Річка формується з 3 безіменних струмків та 6 загат.

## Розташування
Бере початок у місті Часів Яр. Спочатку тече на північний захід, потім тече переважно на південний захід через Миколаївку і в місті Костянтинівка впадає в річку Кривий Торець за 20 км від її гирла, праву притоку р. Казенний Торець.
Населені пункти вздовж берегової смуги: Червоне, Подільське, Стінки, Новодмитрівка, Молочарка.

## Цікаві факти
- Біля витоку річки пролягає автошлях Н32, а в Костянтинівці річку перетинає автошлях Н20.
- У селі Миколаївці на правому березі річки на відстані приблизно 1,6 км розташована станція Часів Яр.